# Aide médicale et développement
Aide médicale et développement (AMD) est une association de solidarité internationale créée en 1986 et reconnue d’utilité publique ayant pour objectif d’améliorer l’accès aux soins dans les pays en développement.
Dans le respect des identités culturelles, l'association développe des programmes spécifiques tels que la prise en charge d’enfants handicapés, la création de centres nutritionnels, l’accès à l’eau potable et à l’assainissement ou l’amélioration de la santé maternelle.

## Historique
En 1986 est créé à Grenoble, par le docteur Jean Chung, l'association d'aide à l’équipement médical du tiers monde. La plupart de leurs premières actions sont menées au Vietnam devenant même une des premières ONG à intervenir dans ce pays. En 1992, l'AEMTM devient l'AME (aide médicale à l'équipement) et diversifie sont champ d'action en intervenant dans d'autres pays, notamment en Bosnie et au Cambodge.
Durant l'année 1996, l'association mène son premier grand programme en réhabilitant, service par service, l'hôpital Dien Bien Phu et d'autres centres de santé au Vietnam.
C'est en 1999 que l'organisation adopte son nom actuel "AMD" (Aide médicale et développement). AMD étend encore ses activités à d'autres pays et sur un nouveau continent, l'Afrique.
En 2007, l'ONG est reconnue d'utilité publique. Un an après, AMD ouvre ses actions, pour la première fois, à un autre domaine que la médecine. Il s'agit de la mise en place d'une unité de production artisanale de farine enrichie pour les bébés malnutris de la région de Sikasso au sud-est du Mali. Depuis, plusieurs autres unités ont été créées dans d'autres pays dans lesquels intervient AMD.
Depuis sa création, cette association d'aide humanitaire a mené des projets dans une vingtaine de pays et continue à en développer sur trois continents afin de lutter contre la malnutrition infantile, soutenir la santé maternelle, prendre en charge le handicap chez l'enfant, appuyer le service de santé et aider à la construction/réhabilitation des infrastructures d'accès à l'eau et aux soins dans les régions du tiers monde,.

## Fonctionnement
Cette organisation non gouvernementale travaille en étroite collaboration avec ses partenaires locaux pour l'identification des besoins, la mise en place et le suivi et l'évaluation des actions.
AMD intervient également selon trois grands axes : l'amélioration des soins dispensés aux populations défavorisées, l'amélioration de l’accès à l’eau propre et la lutte contre la malnutrition infantile.
La vie associative repose sur un bénévolat fort de ses membres et une équipe salariée réduite (une coordinatrice de projet et un comptable),.
Ces ressources financières proviennent pour un tiers de subventions publiques, un tiers de fondations privées et de mécénats d’entreprises et un tiers du grand public. Tous les mois de décembre, l'AMD lance une grande campagne de dons annuelle dans le but d'obtenir des financements pour les projets de l'année suivante. Ainsi, l'association peut compter sur un réseau de 300 à 400 donateurs réguliers.

## Actions
L'AMD développe des projets dans plusieurs pays sur trois continents : L'Europe, l'Afrique et l'Asie. En 2018, ils apportent leur soutien aux populations locales dans six pays : Arménie, Sénégal, Guinée, Zanzibar, Madagascar et Bangladesh.
| Date      | Localisation                                                | Programme |
| --------- | ----------------------------------------------------------- | --- |
| 2007      | Madagascar, Amparafaravola                                  | Réhabilitation des centres de santé de base les plus délabrés, équipement en matériel médical et formation du personnel soignant. |
| 2007-2010 | Cambodge, Phnom Penh, hôpital de l’Amitié khméro-soviétique | Réhabilitation des centres de santé de base les plus délabrés, équipement en matériel médical et formation du personnel soignant. |
| 2001-2013 | Bangladesh, Chakaria, Chittagong, Ukhia                     | Lutte contre le handicap (ouverture d'un "centre du handicap") |
| 2011-2013 | Guinée, Sabadou Baranama                                    | Création d'un centre de lutte contre la malnutrition qui permettra de réaliser des séances d’éducation à la santé, mais aussi de produire et de distribuer des farines enrichies pour la lutte contre les malnutritions légères et modérées.                                            |
| 2013      | Tanzanie, commune d’Alailelai                               | Construction d’un Centre de Santé |
| 2009-2014 | Arménie, polyclinique de Gavar                              | Soutien hospitalier. |
| 2009-2014 | France                                                      | Lettre du Bangladesh : « La lettre du Bangladesh » est publiée 2 fois par an. Elle permet aux donateurs et aux parrains du programme de suivre l’actualité des actions menées |
| 2014      | France                                                      | Édition d'un livre Bangladesh « État d’âmes » |
| 2014      | Sénégal                                                     | Création d'une unité de production artisanale de farine enrichie |
| 2014      | Arménie, postes de Ttoudgour et d’Ardaniche                 | Rénovation de deux postes de santé |
| 2014-     | Comores, ile d’Anjouan                                      | Création d’un service d’échographie obstétricale mobile. |
| 2015      | Bangladesh, région de Chakaria.                             | Promotion des bonnes conditions alimentaires. |
| 2015      | Sénégal, Hôpital Régional de Kedougou                       | Amélioration de la qualité des soins dispensés dans l’hôpital, en améliorant la distribution d’eau. |
| 2015-     | Arménie, Sevan                                              | Projet de construction d’un centre de consultation pédiatrique dans la ville de Sevan. |
| 2014-2016 | Sénégal, Tambacounda                                        | Construction d’une maternité de référence. |
| 2016      | Mali, Sanzana                                               | Création d’une unité de fabrication de farine enrichie de type « Misola », action d’éducation communautaire à la nutrition et mise en place d’une unité d’hospitalisation de jour pour les enfants malnutris.                                                                           |
| 2017      | Madagascar, Antetezambaro                                   | 35 forages réalisés dans une commune rurale |
| 2017      | Côte d’Ivoire, Abidjan                                      | Mise en place d’un centre de référence pour la prise en charge des troubles autistiques. |
| 2017      | Arménie, Guegharkunik                                       | Mission de formation et équipement dans les structures de santé de la région. |
| 2017      | Arménie, Sevan                                              | Organisation (avec le Département de l’Isère et la Ville de Grenoble) de séances de formation aux gestes de première urgence destinées aux guides touristiques de la Région. |
| 2017      | France                                                      | L'ONG a organisé diverses actions : - Une collaboration avec un lycée grenoblois lors d'une soirée au profit des enfants du Bengladesh - Une bourse aux livres à Grenoble au profit du Bengladesh - Une soirée au profit de la lutte contre le handicap de l’enfant au Bengladesh à Gap |
| 2017-     | Guinée, hôpital de Mandiana                                 | Réhabilitation de l’hôpital de Mandiana dans l’Est de la Guinée Conakry. |
| 2018      | Côte d'Ivoire, Abidjan                                      | Programme pour l'amélioration de la prise en charge des troubles de la sphère autistique (formations) |